# Seven.One Starwatch
Seven.One Starwatch (bis 30. September 2020: Starwatch Entertainment) ist ein hundertprozentiges Tochterunternehmen der ProSiebenSat.1 Media SE. Es ist in den Bereichen Musik, Live-Entertainment, Künstlermanagement sowie Events tätig.

## Musik
Als Independent-Label und als Partner der Musikindustrie vermarktet und verantwortet Seven.One Starwatch seine labeleigenen Künstler sowie Kooperationen mit anderen Künstlern, Independent- und Major-Labels.

## Live-Entertainment und Events
Der Unternehmensbereich Live-Entertainment ist der zentrale Bereich der ProSiebenSat.1 Group, der für sämtliche Arten von Kooperationen und Partnerschaften mit Partnern aus dem (Live-)Entertainment-Bereich verantwortlich ist. Hierzu gehören Tourneen aus den Bereichen Rock/Pop und Schlager, Sport-Veranstaltungen, Musicals, Shows, Ausstellungen sowie Family-Entertainment-Veranstaltungen.

## SAM – Starwatch Artist Management
SAM – Starwatch Artist Management (vormals Redseven Artists) kümmert sich um die Künstlervermarktung. Starwatch Artist Management wurde unter dem Namen Face Your Brand! als Abteilung von SevenOne Media gegründet und gehört seit Februar 2014 zu Starwatch Entertainment. Zwischen Januar 2010 und Februar 2014 war Starwatch Artist Management ein Tochterunternehmen der ebenfalls zur ProSiebenSat.1 Group gehörenden Red Arrow Entertainment Group. Ziel des Unternehmens ist die „strategische Verknüpfung von prominenten Gesichtern und Testimonials mit den Markenwelten der Werbekunden“. Das erste Projekt der Abteilung war die Vermarktung der Personenmarken der drei erstplatzierten Teilnehmerinnen in der Model-Casting-Show Germany’s Next Topmodel. Bereits im Vorfeld der Ausstrahlung des Finales wurde ein Vertrag mit der Modemarke Oui Set geschlossen. Diesbezüglich wurde die Siegerin verpflichtet, exklusiv neun Monate lang an einer Werbekampagne für die Herbst/Winter-Kollektion teilzunehmen. Außerdem wurde vereinbart, dass sie für IMG Models als Mannequin und Fotomodell zur Verfügung steht sowie auf dem Titelbild der Augustausgabe der deutschen Cosmopolitan abgebildet wird. Auch die Siegerin der zweiten Staffel von Germany’s Next Topmodel hatte einen Vertrag mit Face your Brand! unterschrieben und arbeitete für IMG Models als Mannequin. Unter anderem vertritt die Abteilung Monica Ivancan, Florian Frowein und Daniel Aminati.